# 丁公陶文
丁公陶文，古文字，於1992年由中華人民共和國山東大學考古隊於山東省鄒平縣丁公遺址發掘出的一個大平底陶盆上，發現的刻畫文字，年代為晚期龍山文化，時代早於殷商甲骨文。學者一般相信這已經是一個成熟的書面文字系統，是現今發現最早的中國文字。這個文字可能由東夷人發明。
丁公陶文繼承了大汶口陶文，但與殷商甲骨文的結構上存在明顯差異。學者對於丁公陶文與漢字間的關連，尚在研究之中。

## 發現經過
丁公陶文直列五行，共十一個字。

## 學術研究
丁公陶文是一種方塊字，具備漢藏語族的語言特性，但與殷商甲骨文的結構有很大差異。
丁公陶文與現代漢字之間的關係，古文字學者有不同見解。一派見解認為丁公陶公與殷商甲骨文有共同來源，皆為漢字先祖。中華人民共和國學者李學勤主張，丁公陶文為當時的俗體字，因此書寫方式與殷商甲骨文不同。日本學者松丸道雄認為殷商甲骨文與丁公陶文是由同一個先祖文字發展出來的，但因分支發展，丁公陶文與殷商甲骨文兩者屬於遠親，因此結構不同。
中華人民共和國學者高明與裘錫圭認為，丁公陶文是一種已滅絕的文字，被早期人類放棄而沒有繼續發展，是漢字的先驅，但並不是殷商甲骨文與現代漢字的先祖。李恩田認為，丁公陶文是由東夷人創造的文字。俞偉超認為，丁公陶文為東夷文字，與殷商甲骨文、周朝金文是兩個平行發展的文字系統，來源不同。馮時認為，丁公陶文是一種古彝文，由彝族創造，為東夷文字。